# Ultimate Kylie
Ultimate Kylie es un álbum recopilatorio de la cantante australiana Kylie Minogue. Fue lanzado el 22 de noviembre en el Reino Unido por el sello Parlophone. Es el tercer recopilatorio después de Greatest Hits y Hits+. Fue lanzado con un sistema de control de copias en algunas regiones.

## Historia del álbum
Ultimate Kylie abarca 17 años de éxitos en la carrera de Kylie Minogue, desde su primer sencillo I Should Be So Lucky hasta su último sencillo inédito I Believe in You lanzado el 2004 como sencillo promocional de éste recopilatorio. El álbum es un CD doble con un total de 33 canciones, 27 top 10 y 7 #1 alcanzados a lo largo de su carrera en las listas de popularidad. 
Al igual que I Believe in You, Kylie grabó el tema inédito Giving You Up especialmente para el álbum. Ultimate Kylie entró a la lista de álbumes de Reino Unido en la cuarta posición, siendo éste su décimo álbum Top 10. Otras canciones que fueron descartes del álbum Body Language, fueron considerados para incluirlos en el álbum, sin embargo, una de esas canciones, "B.P.M." fue lanzado como lado B del sencillo I Believe In You. "Give Me a Reason" y "I'm Fascinated" son canciones que fueron pensadas en ser incluidas en el álbum pero no se hizo el corte final. Ambas fueron escritas por Kylie y "BiffCo". Un tema titulado "I Put a Spell On You" también fue tomado en consideración. De acuerdo al catálogo de EMI es una canción de jazz clásico grabada por Kylie.
Mientras trabajaba con Xenomania, Minogue grabó "Made of Glass" que fue lanzada como lado B de Giving You Up. Durante esas sesiones, ellos grabaron una canción llamada "Loving You". Aunque nunca fue adecuadamente grabada, una demo de la canción fue filtrada en 2004 sólo después del lanzamiento de Ultimate Kylie acompañado de "Everything I Know", que fue un demo grabado con el grupo de electropop, Scissor Sisters.

## Historia de lanzamiento
Ultimate Kylie es el tercer mayor álbum recopilatorio (precedecido de Greatest Hits y Hits+). Aunque no es su primer recopilatorio, Ultimate Kylie es notable por ser el único que contiene los periodos Stock, Aitken & Waterman, Deconstruction y Parlophone en un solo álbum. Anuncios para el álbum afirmaron que contendría cada sencillo que Kylie habría lanzado en UK. Esto fue mentira, ya que faltaron muchos de los sencillos que lograron entrar al top de Inglaterra.
Muchos de los sencillos que fueron lanzados en el periodo Stock, Aitken & Waterman y Deconstruction no fueron incluidos en el CD para guardar espacio para sus mayores hits que fueron producidos en la era Parlophone.
El lanzamiento en Japón contiene tres bonus tracks: Turn It Into Love, Can't Get Blue Monday Out Of My Head y Slow (Chemical Brothers Remix).
El DVD fue lanzado simultáneamente bajo el mismo nombre, conteniendo todos los videos musicales de los CD, con excepción de Giving You Up (que aún no tenía video grabado). También contiene la presentación de Kylie en los Brit Awards del 2002, "Can't get Blue Monday Out Of My Head", un mix de Can't get you out of my Head y la canción de New Order Blue Monday. Las primeras versiones del DVD en el Reino Unido sufrieron el fenómeno de putrefacción de DVD, después de un corto período de tiempo, donde la superficie se vuelve muy turbia. EMI no ha abordado públicamente este problema. El álbum fue reenvasado y reeditado en octubre de 2006 en Australia sólo como la Edición Especial Showgirl Tour. La versión reeditada contiene 2 CD y 1 DVD, originalmente disponible por separado. Parlophone no ha anunciado planes de una nueva emisión del Reino Unido, sin embargo, la versión se hizo disponible en línea a través de minoristas como HMV como una importación.

## Presentación en las listas
Ultimate Kylie llegó al top 10 en múltiples países, incluyendo Australia, Alemania y UK. En el Reino Unido la canción se mantuvo dentro del top 10 durante siete semanas llegando al número 4 como peak, dándole el décimo top 10 a Minogue. En UK el álbum vendió bajo un millón de copias y en Australia sobre 280.000 copias. El álbum ha vendido sobre 3 millones de copias mundialmente. También ha sido certificado 3 veces platino en Irlanda y platino (40.000 unidades vendidas) en Bélgica, oro en España (50.000 unidades) y en Alemania (100.000). El álbum fue lanzado en los Estados Unidos, pero falló en las listas. Ha vendido 30.000 copias a la fecha en dicho país. En Nueva Zelanda el álbum fue lanzado el 29 de noviembre de 2004, teniendo un peak de 33 y queándose allí por 5 semanas .
En noviembre de 2006, el relanzamiento hizo que el álbum re-entrara en el #16 en Australia, antes de ascender la próxima semana al #8, y dos semanas después al #7. El álbum quedó en la posición #42 en los álbumes más vendidos del 2004 en Australia, #38 en el 2005 y #40 en el 2006.

## Recepción crítica
Ultimate Kylie recibió generalmente críticas positivas de los críticos de la música. PopMatters describió al recopilatorio como "una de las mejores colecciones de música dance disponibles" y le dio un 8 de un total de 10, lo que significa que el álbum tuvo una excelente reputación y "uno de los mejores trabajos del artista determinado, o al menos dentro del género".
Allmusic declaró que "Ultimate Kylie está a la altura de su facturación" como una grabación de grandes éxitos.
Jason Shawahn, de About.com elogió el álbum por la inclusión de dos nuevas canciones, que el siente que fueron "uno de los mejores temas que Kylie ha grabado en años" y la muestra en su mejor momento. 
Algunos críticos se mostraron menos impresionados por el recopilatorio. En una crítica de "Stylus Magazine", Mark Edwards llamó el primer disco como "horriblemente de mal gusto" y "llenos de canciones chirreantes". La crítica también dijo que "la mitad del álbum es horrible" y la única razón por la que la gente lo comprará es porque "todos aman a Kylie".  La crítica de Stylus negativa fue dirigida hacia las grabaciones de PWL y Deconstruction de Kylie, pero la crítica alababa a la era Parlophone.

## Sencillos
- "I Believe in You" fue lanzada en UK el 6 de diciembre de 2004, y fue escuchada en las estaciones de radio desde el 19 de octubre del mismo año. Jake Shears y Babydaddy del grupo "Scissor Sisters" son acreditados como los coescritores y productores. El sencillo se lanzó acompañado de un lado B, "B.P.M.", que fue grabada durante las sesiones de "Body Language". I Believe In You llegó al #2 en el Reino Unido, bajo "Do They Know It's Christmas?" de Band Aid. En diciembre de 2005, la canción le dio a Kylie su cuarta nominación al premio Grammy, nominada a la categoría "mejor grabación dance".

- "Giving You Up" también fue lanzada como sencillo el 28 de marzo de 2005 en el Reino Unido. Esta llegó al #6, dándole a Kylie otro top 10. "Made Of Glass" fue lanzada como el lado B del tema, una canción filtrada en internet en diciembre del 2004. Giving You Up y Made Of Glass fueron producidas y escritas por "Xenomania".

- "Made Of Glass", aunque solo fue un lado B, fue solo popular como "Giving You Up", convirtiéndose instantáneamente como la favorita entre los fanáticos y llamándole la atención a las radios australianas. Debido a esta atención, la canción en pocas semanas después de haber sido lanzada, el título "Made Of Glass" apareció al lado de "Giving you Up" como doble lado A en la lista oficial de canciones de Australia.

## Lista de canciones
- Disco uno

| N.º | Título                                     | Duración |  |
| 1.  | «Better the Devil You Know»                | 3:54     |  |
| 2.  | «The Loco-Motion (7" Mix)»                 | 3:12     |  |
| 3.  | «I Should Be So Lucky»                     | 3:24     |  |
| 4.  | «Step Back In Time»                        | 3:03     |  |
| 5.  | «Shocked (DNA Mix)»                        | 3:10     |  |
| 6.  | «What Do I Have to Do? (7" Mix)»           | 3:32     |  |
| 7.  | «Wouldn't Change a Thing»                  | 3:17     |  |
| 8.  | «Hand On Your Heart»                       | 3:47     |  |
| 9.  | «Especially For You (feat. Jason Donovan)» | 3:58     |  |
| 10. | «Got To Be Certain»                        | 3:17     |  |
| 11. | «Je Ne Sais Pas Pourquoi»                  | 4:01     |  |
| 12. | «Give me Just a Little More Time»          | 3:08     |  |
| 13. | «Never Too Late»                           | 3:47     |  |
| 14. | «Tears On My Pillow»                       | 2:19     |  |
| 15. | «Celebration»                              | 3:55     |  |

- Disco dos

| N.º | Título                                                        | Duración |  |
| 1.  | «I Believe in You»                                            | 3:21     |  |
| 2.  | «Can't get you out of my Head»                                | 3:51     |  |
| 3.  | «Love At First Sight»                                         | 3:59     |  |
| 4.  | «Slow»                                                        | 3:15     |  |
| 5.  | «On a Night Like This»                                        | 3:32     |  |
| 6.  | «Spinning Around»                                             | 3:28     |  |
| 7.  | «Kids (feat. Robbie Williams)»                                | 4:28     |  |
| 8.  | «Confide In Me»                                               | 5:51     |  |
| 9.  | «In Your Eyes»                                                | 3:20     |  |
| 10. | «Please Stay»                                                 | 4:08     |  |
| 11. | «Red Blooded Woman»                                           | 4:18     |  |
| 12. | «Giving You Up»                                               | 3:31     |  |
| 13. | «Chocolate»                                                   | 5:00     |  |
| 14. | «Come Into My World (Radio Edit)»                             | 4:31     |  |
| 15. | «Put Yourself In My Place»                                    | 4:54     |  |
| 16. | «Did It Again»                                                | 4:22     |  |
| 17. | «Breathe»                                                     | 4:36     |  |
| 18. | «Where the Wild Roses Grow (feat. Nick Cave & The Bad Seeds)» | 3:58     |  |

Bonus Video
- Can't Get You Out Of My Head (Live Brit Awards 2002)